# Bolax flaveola
Bolax flaveola är en skalbaggsart som beskrevs av Bates 1888. Bolax flaveola ingår i släktet Bolax och familjen Rutelidae. Inga underarter finns listade.